# USS Philippines (CB-4)
USS Philippines (CB–4) był wielkim krążownikiem typu Alaska, którego budowa została przerwana przed ukończeniem okrętu. 
Był planowany jako czwarty okręt swojego typu. Budowa „Philippines” została zatwierdzona 19 lipca 1940, i jego konstrukcję rozpoczęto w New York Shipbuilding Corporation w Camden. Kontrakt został anulowany 24 czerwca 1943 roku.